# Jessie Jane
Jessie Jane is een Belgische stripreeks, geschreven door Gérald Frydman en getekend door Luc Maezelle, beter bekend onder zijn pseudoniem Mazel.

## Inhoud
Het humoristische verhaal speelt in het Wilde Westen, waar drie vrouwen met een snack-bar-huifkar rondtrekken. Dit zijn de Ierse pijprokende Alma, Miss Babble, een dochter van een dominee die de Indianen wil bekeren, en Alexandra Dumas, die kan lezen en schrijven. Zij bezoeken een bevriende familie, waar de dochter Jessie Jane, het petekind van Miss Babble, belaagd wordt door talloze mannen die naar haar hand dingen. Om hieraan te ontsnappen beloven de dames Jessie Jane naar haar verloofde te brengen die 5000 mijl verderop woont. Ook onderweg brengt Jessie Jane de mannen het hoofd op hol en dat leidt tot allerlei verwikkelingen. Jessie Jesse blijkt een natuurtalent te zijn op de revolver.

## Publicatiegeschiedenis
Redacteur Gérald Frydman (Gral) schreef de scenario's en Luc Maezelle (Mazel) tekende de strip.
De reeks werd gepubliceerd in het stripblad Robbedoes van juli 1981 tot en met mei 1983.
In 1991 verschijnt een parodie van twee pagina's in het album Stripspotters 2, waarin Jessie Jane gaat zwemmen in de rivier wat een onguur element aantrekt. Miss Babble offert zich vervolgens op om de eer van haar petekind te redden.
| Nr. | Titel                          | Aantal pagina's | Publicatie                   |
| --- | ------------------------------ | --------------- | ---------------------------- |
| 1   | Flirt in Winchester            | 44              | Robbedoes 1981 nrs 2256-2266 |
| 2   | De strijdbijl                  | 4               | Robbedoes 1981 nr X2273      |
| 3   | Vier sterren voor de sheriff   | 44              | Robbedoes 1983 nrs 2351-2361 |
| 4   | Akkoord Jessie Jane! Maar niet | 2               | Stripspotters 2 (1991)       |

## Albums
Alle verhalen zijn in albumvorm uitgegeven behalve het verhaal De strijdbijl.
In 1989 bracht uitgeverij Farao in de TeGek-collectie het tweede lange verhaal van Jessie Jane uit onder de titel De sheriff met vier sterren (in Robbedoes heette dit verhaal Vier sterren voor de sheriff). Op de achterkant stond ook aangekondigd dat het eerste lange verhaal van Jessie Jane, Flirt in Winchester zou worden uitgebracht. Dit is echter nooit in deze collectie gebeurd.
| Jaar | Verhaal                                     | Reeks / nr.           | Uitgever |
| ---- | ------------------------------------------- | --------------------- | -------- |
| 1989 | Jessie Jane 2 - De sheriff met vier sterren | TeGek Collectie nr 3  | Farao    |
| 2013 | Jessie Jane - Flirt in Winchester           | Arcadia Archief nr 23 | Arcadia  |

In 1991 bracht uitgeverij Arboris in de Parodiereeks het album Stripspotters 2 uit, waarin tekenaars hun eigen stripfiguren (erotisch) parodiëren. Twee pagina's vertellen een verhaal van Jessie Jane.
Het verhaal dat Arcadia in 2013 uitbracht is ongekleurd.